# Старе Бульково
Старе Бульково (пол. Stare Bulkowo) — село в Польщі, у гміні Вінниця Пултуського повіту Мазовецького воєводства.
Населення — 101 особа (2011).
У 1975-1998 роках село належало до Цехановського воєводства.

## Демографія
Демографічна структура станом на 31 березня 2011 року:
|          | Загалом | Допрацездатний вік | Працездатний вік | Постпрацездатний вік |
| -------- | ------- | ------------------ | ---------------- | -------------------- |
| Чоловіки | 51      | 14                 | 30               | 7                    |
| Жінки    | 50      | 6                  | 29               | 15                   |
| Разом    | 101     | 20                 | 59               | 22                   |